# Motor-Schleppmoment-Regelung
Die Motor-Schleppmoment-Regelung (MSR) ist ein Fahrerassistenzsystem, das in der Regel Bestandteil des Elektronischen Stabilitätsprogramms (ESP) und der Antriebsschlupfregelung (ASR) ist.
Die MSR verhindert ein Rutschen der Antriebsräder insbesondere auf glatter Fahrbahn, wenn der Fahrer abrupt vom Gas geht oder die Kupplung beim Herunterschalten zu schnell kommen lässt. Entsprechend dem Kammschen Kreis wird hier unter Umständen das maximale Kraftübertragungsvermögen der Reifen zwischen Fahrzeug und Straße aufgrund der Bremswirkung des Motors überschritten. Das Steuergerät des Motors regelt dann im Bedarfsfall die Motordrehzahl entsprechend kurzfristig hoch, um das Fahrzeug stabil und lenkbar zu halten.
Seit 2020 ist die MSR auch optional bei BMW Motorrad erstmals in der S 1000 XR verfügbar.